# Карамбё, Кристиан
Кристиа́н Лали́ Карамбё (фр. Christian Lali Karembeu; 3 декабря 1970, Лифу, Новая Каледония) — французский футболист, полузащитник. Чемпион мира и Европы. По опросу МФФИИС он занимает 3-е место среди лучших футболистов XX века в Океании.

## Биография
Кристиан Карамбё — канак, родился 3 декабря 1970 года в Лифу.
Свою карьеру он начал в местной команде Гайтча, затем молодого юношу заметили скауты Нанта, где он играл за молодёжную команду, а в 1990 году дебютировал в первой команде. В 1995 году он переходит в «Сампдорию», став одним из лучших полузащитников сезона, а затем чуть снизив свой уровень игры в следующем году. В 1997 году он переходит в мадридский «Реал», в котором выигрывает Лигу Чемпионов 1998 и 2000, в 1998 году он вместе со сборной Франции выигрывает чемпионат мира, а в 2000 году — чемпионат Европы. После этих успехов он переходит в Миддлсбро, где остаётся всего на год, перейдя в «Олимпиакос» за 5,2 млн евро, а затем в «Серветт», закончив карьеру в «Бастии». В сборной Франции он провёл 53 матча, забив один гол (дебют 14 ноября 1992 года, в матче с Финляндией). Но Карамбё никогда не пел французский гимн — Марсельезу, в знак памяти того, что его прадедушка и прабабушка были выставлены на Человеческой колониальной выставке в музее Парижа в 1931 году. Эта позиция вызвала как критику, так и уважение у общественности.
Карамбё был женат на словацкой модели Адриане Скленариковой, с которой познакомился на борту самолёта. 11 марта 2011 года они публично заявили о разрыве отношений, разведясь окончательно в декабре 2012 года. В мае 2017 года он сочетался вторым браком с ливанской лыжницей Жаки Шамун в Греции, организовав свадебные торжества в Ливане. 27 сентября того же года Кристиан и Жаки сообщили о рождении дочери.
Карамбё представлял футбол Океании на футбольном совещании в Лейпциге. Сейчас Карамбё — комментатор-консультант на французском телевидении.
Карамбё является единственным футболистом в истории, который за один сезон выиграл ЛЧ и ЧМ (сезон 97/98), и ЛЧ и ЧЕ (сезон 99/00).

## Достижения

### Командные
«Нант»
- Чемпион Франции: 1994/95

«Реал Мадрид»
- Победитель Лиги чемпионов (2): 1997/98, 1999/2000

«Олимпиакос»
- Чемпион Греции (2): 2001/02, 2002/03

Сборная Франции
- Чемпион мира: 1998
- Чемпион Европы: 2000
- Обладатель Кубка конфедераций: 2001

### Личные
- Футболист года в Океании (2): 1995, 1998
- Обладатель ордена Почётного легиона: 1998
- Лучший игрок чемпионата Греции: 2002

## Кино
В 2013 году во Франции снят художественный фильм «Канак, забытая история» (фр. Kanak, l'histoire oubliée), основанный на биографии Карамбё. В главной роли: Яэль Майя. Фильм получил награды: 2 приза Luchon International Film Festival 2013 (самый многообещающий молодой актёр — Яэль Майя, Специальный приз жюри).